# Piona conglobatella
Piona conglobatella är en kvalsterart som beskrevs av Cook 1960. Piona conglobatella ingår i släktet Piona och familjen Pionidae. Inga underarter finns listade i Catalogue of Life.